# The Light Touch
 The Light Touch és una pel·lícula estatunidenca dirigida per Richard Brooks i estrenada el 1952. La pel·lícula es va rodar a Itàlia (Roma), a Sicília i a Tunísia.

## Argument
Un estafador s'apodera d'un quadre, després prova de fer creure al seu soci que s'ha cremat en un incendi. Però la trobada d'una jove artista el posarà en el bon camí.

## Repartiment
- Stewart Granger: Sam Conride
- Pier Angeli: Anna Vasarri
- George Sanders: Félix Guignol
- Kurt Kasznar: Mr. Aramescu
- Joseph Calleia: Tinent Massiro
- Larry Keating: R. F. Hawkley
- Rhys Williams: MacWade
- Norman Lloyd: Anton
- Mike Mazurki: Charles
- Ben Astar: Hamadi Mahmoud